# Łysów (gromada)
Łysów – dawna gromada, czyli najmniejsza jednostka podziału terytorialnego Polskiej Rzeczypospolitej Ludowej w latach 1954–1972.
Gromady, z gromadzkimi radami narodowymi (GRN) jako organami władzy najniższego stopnia na wsi, funkcjonowały od reformy reorganizującej administrację wiejską przeprowadzonej jesienią 1954 do momentu ich zniesienia z dniem 1 stycznia 1973, tym samym wypierając organizację gminną w latach 1954–1972.
Gromadę Łysów z siedzibą GRN w Łysowie utworzono – jako jedną z 8759 gromad – w powiecie siedleckim w woj. warszawskim, na mocy uchwały nr VI/10/18/54 WRN w Warszawie z dnia 5 października 1954. W skład jednostki weszły obszary dotychczasowych gromad Dąbrowa, Łysów, Myszkowice (z wyłączeniem przysiółka Zaburze) i Wólka Łysowska ze zniesionej gminy Łysów w tymże powiecie. Dla gromady ustalono 22 członków gromadzkiej rady narodowej.
1 stycznia 1956 gromada weszła w skład nowo utworzonego powiatu łosickiego w tymże województwie.
Gromadę zniesiono 1 stycznia 1969 a jej obszar wszedł w skład nowo utworzonej gromady Niemojki w tymże powiecie.